# Doroteusz IV (prawosławny patriarcha Antiochii)
Doroteusz IV – prawosławny patriarcha Antiochii w latach 1541–1543.